# Малнов
Малнов (укр. Малнів) — село в Мостисской городской общине Яворовского района Львовской области Украины.
Население по переписи 2001 года составляло 899 человек. Занимает площадь 1702 км². Почтовый индекс — 81310. Телефонный код — 8-03234.
В апреле 2023 в селе был уничтожен памятник погибшим во время Великой Отечественной войны односельчанам в рамках «декоммунизации».